# هرومیتسا
هرومیتسا (به بلغاری: Hromitsa) یک منطقهٔ مسکونی در بلغارستان است که در شهرستان آردینو واقع شده‌است.
 هرومیتسا ۳٫۲۵۱ کیلومتر مربع مساحت و ۴۳ نفر جمعیت دارد.